# 무게 (영화)
《무게》는 2013년에 개봉한 대한민국의 영화이다.

## 캐스팅
- 조재현 : 정씨 역
- 박지아 : 동배 역
- 이준혁 : 코끼리맨 역
- 오성태 : 배우 남편 역
- 라미란 : 인천댁 역
- 윤동환 : 구급대원 1 역
- 김상민 : 구급대원 2 역
- 달시 파켓 : 전도사 역
- 김최용준 : 동배린치소년 역
- 이설구 : 형사 1 역
- 박건락 : 형사 2 역
- 은하수 : 양엄마 역
- 조하석 : 양엄마 애인 역
- 황보연 : 덩치남 역
- 이윤상 : 노래하는 아이 부 역